# Passo Fedaia
Der Passo Fedaia oder auch Passo di Fedaia (fassanisch-ladinisch Jouf de Fedaa) ist ein 2057 m s.l.m. hoher Alpenpass in der zu den Dolomiten zählenden Marmolatagruppe. Der Pass stellt die Verbindung zwischen Canazei im Fassatal (Provinz Trient, Region Trentino-Südtirol) und Rocca Pietore im Val Pettorina (Provinz Belluno, Region Venetien) her. 

## Etymologie
Der Übergang wurde erstmals 1485 schriftlich als montem de fedaris erwähnt. Nach Giulia Mastrelli Anzilotti ist der Name eine Derivation aus dem lateinischen ovis in *feta und anschließend in aria. Er bedeutet in etwa „Schafstall“ oder „-weidefläche“ und nimmt darauf Bezug, dass der Bereich um den Pass einst als Weidefläche oder als Raststation für Schaf- und Ziegenherden diente. Ähnlichlautende Flurnamen mit ähnlicher Bedeutung sind auch andernorts zu finden.

## Lage
Die zumeist 5–7 Meter breite Passstraße führt aus dem Fassatal über Alba und Penia in einigen Kehren und Galerien in die Senke zwischen Padonkamm im Norden und Marmolata im Süden.
In etwa auf Passhöhe liegt der Fedaia-Stausee und östlich davon der natürliche Fedaia-See, die beide von einer der beiden Staumauern des Stausees getrennt sind. Die Passstraße verläuft am Nordufer des Stausees, am Südufer verläuft eine Nebenstraße parallel zur Passstraße. Am Westufer des Stausees nehmen einige Routen über den Marmolatagletscher auf den Gipfel (Punta Penia) der höchsten Erhebung der Dolomiten ihren Anfang. Am Ostufer des Stausees führt im Winter eine der längsten Schiabfahrten der Alpen vorbei, der Höhenunterschied dieser Abfahrt von der Marmolata (Punta Rocca) bis Malga Ciapela beträgt etwa 1900 m.
Die Ostrampe der Passstraße zur Malga Ciapela weist zahlreiche Kehren auf. Im Bereich der Kehren erreicht die Passstraße auch ihre maximale Steigung von 16 Prozent. Bei entsprechenden Wetterverhältnissen ist die Passstraße auch im Winter geöffnet.
In Karten ist die Passhöhe östlich des Fedaia-Sees an der Grenze zwischen den Provinzen Belluno und Trient eingezeichnet. An der Staatsstraße ist die Passhöhe dagegen wesentlich weiter westlich auf Höhe der westlichen Staumauer ausgeschildert.

## Geschichte
Über den Pass verlief in der Vergangenheit die Grenze zwischen dem Hochstift Brixen und der Republik Venedig und nach dem Dritten Italienischen Unabhängigkeitskrieg 1866 die Grenze zwischen dem Kaisertum Österreich und dem Königreich Italien.
Während des Ersten Weltkrieges verlief bis zur Zwölften Isonzoschlacht die österreichisch-italienische Front über die Passhöhe. Ein Kriegsmuseum in der Nähe der Passes erinnert an die damaligen Ereignisse.
An der Passhöhe stand auch das 1904 errichtete Bamberger Haus, auch als Fedaia Haus bezeichnet, der Sektion Bamberg des Deutschen und Österreichischen Alpenvereins. Das Gebäude wurde im Krieg von der italienischen Artillerie beschossen, brannte 1935 ab und wurde danach nicht wieder aufgebaut.
Mit dem Bau der beiden Staumauern am westlichen und östlichen Rand der Passhöhe zwischen 1952 und 1956 und der Aufstauung des Fedaia-Stausees, wurde die ursprünglich von Weideflächen bestimmte Passlandschaft wesentlich verändert.

## Sport
Der Passo Fedaia ist auch bei Radsportlern beliebt und steht auch beim Giro d’Italia in unregelmäßigen Abständen im Programm. Beim Giro d’Italia 2022 endete die 20. und zugleich vorletzte Etappe auf der Passhöhe. Sieger der Bergwertung am Passo Fedaia und damit auch der Etappe wurde der Italiener Alessandro Covi.

## Bilder

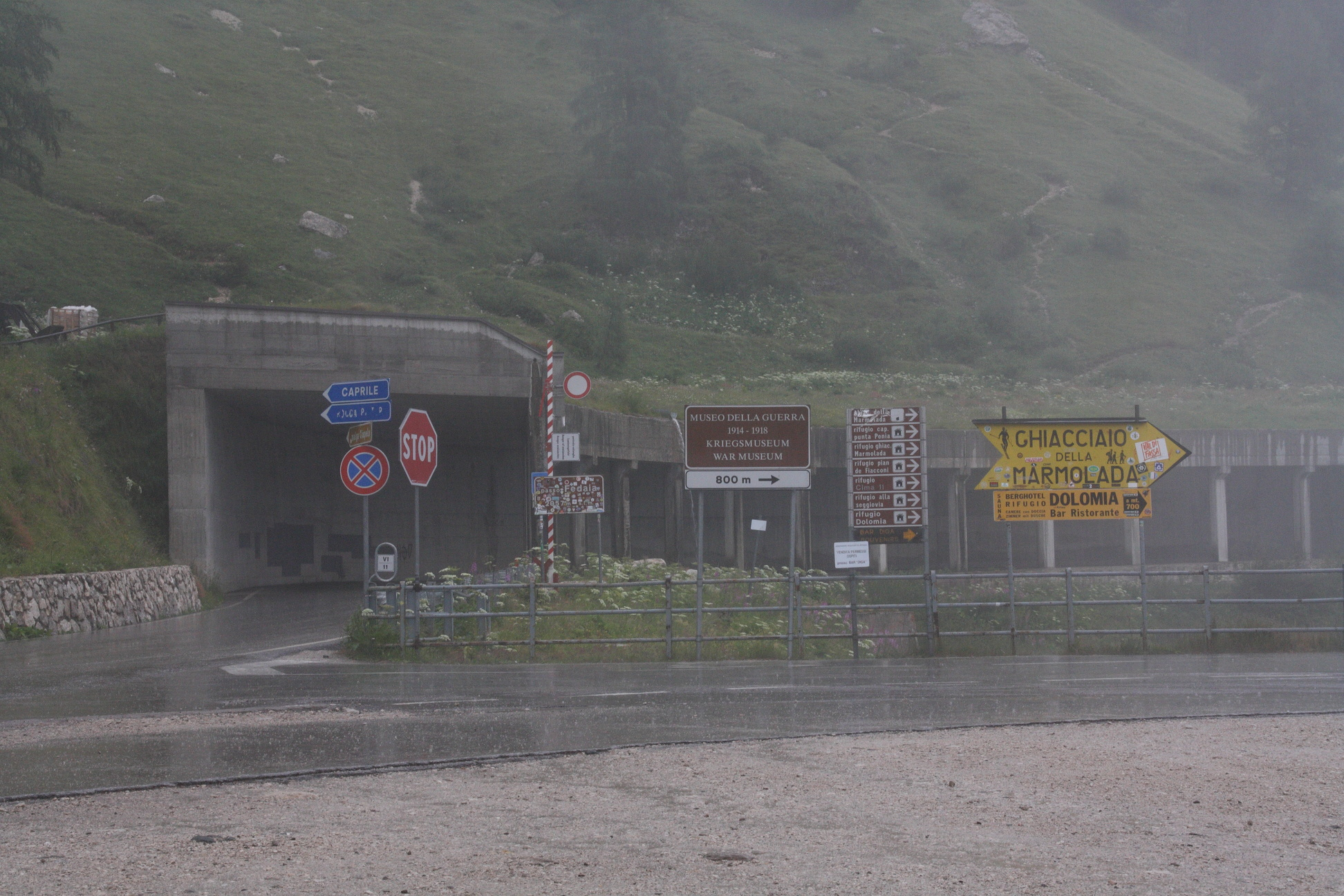
Passhöhe
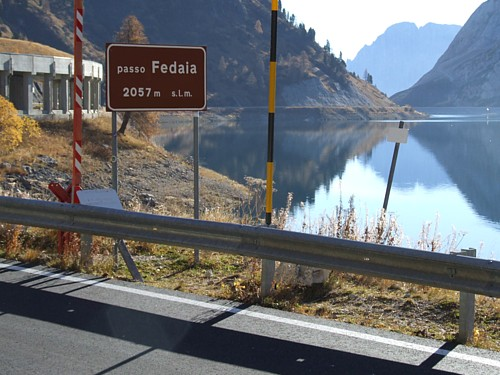
Schild auf der Passhöhe
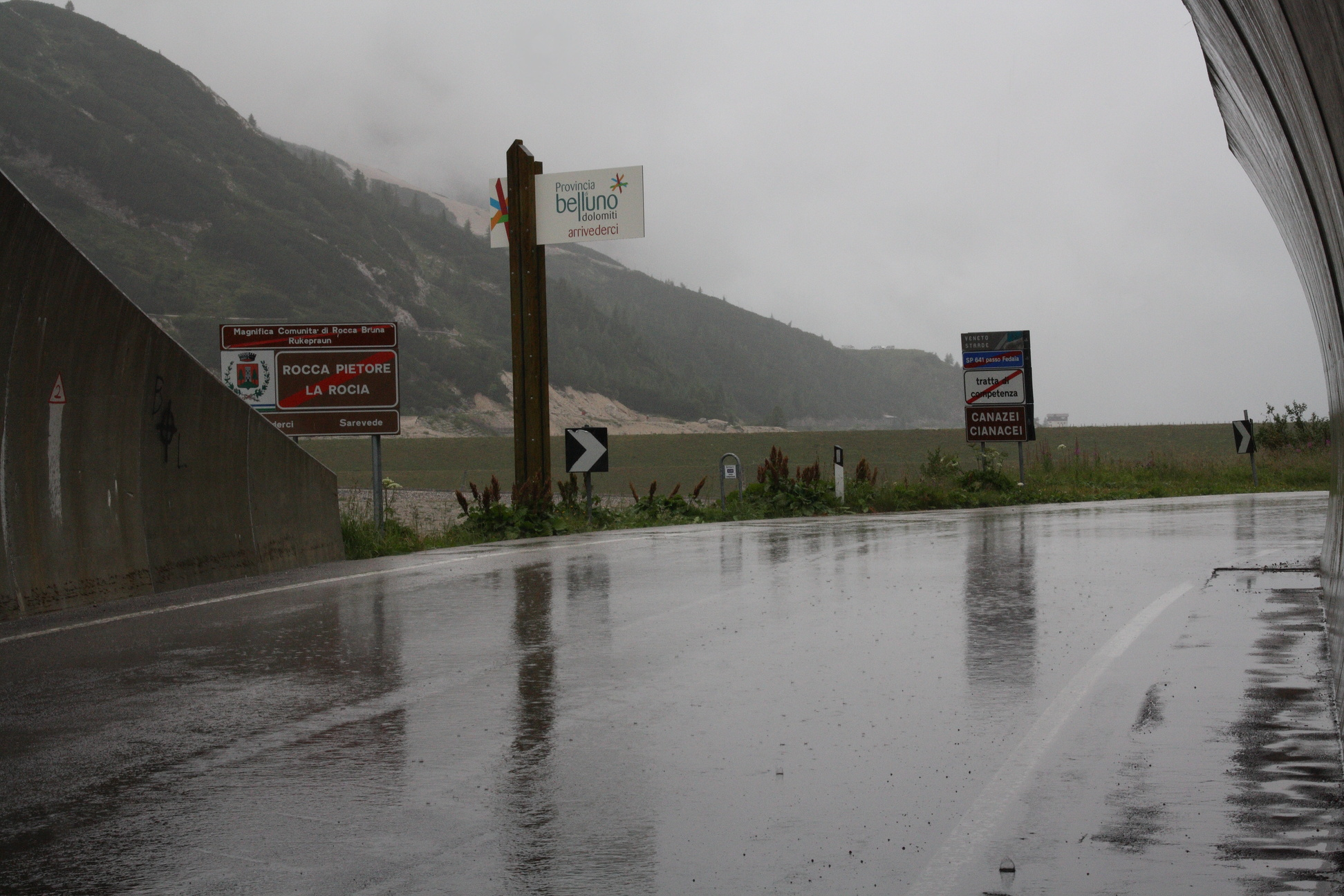
Grenze zwischen den Provinzen Belluno und Trient
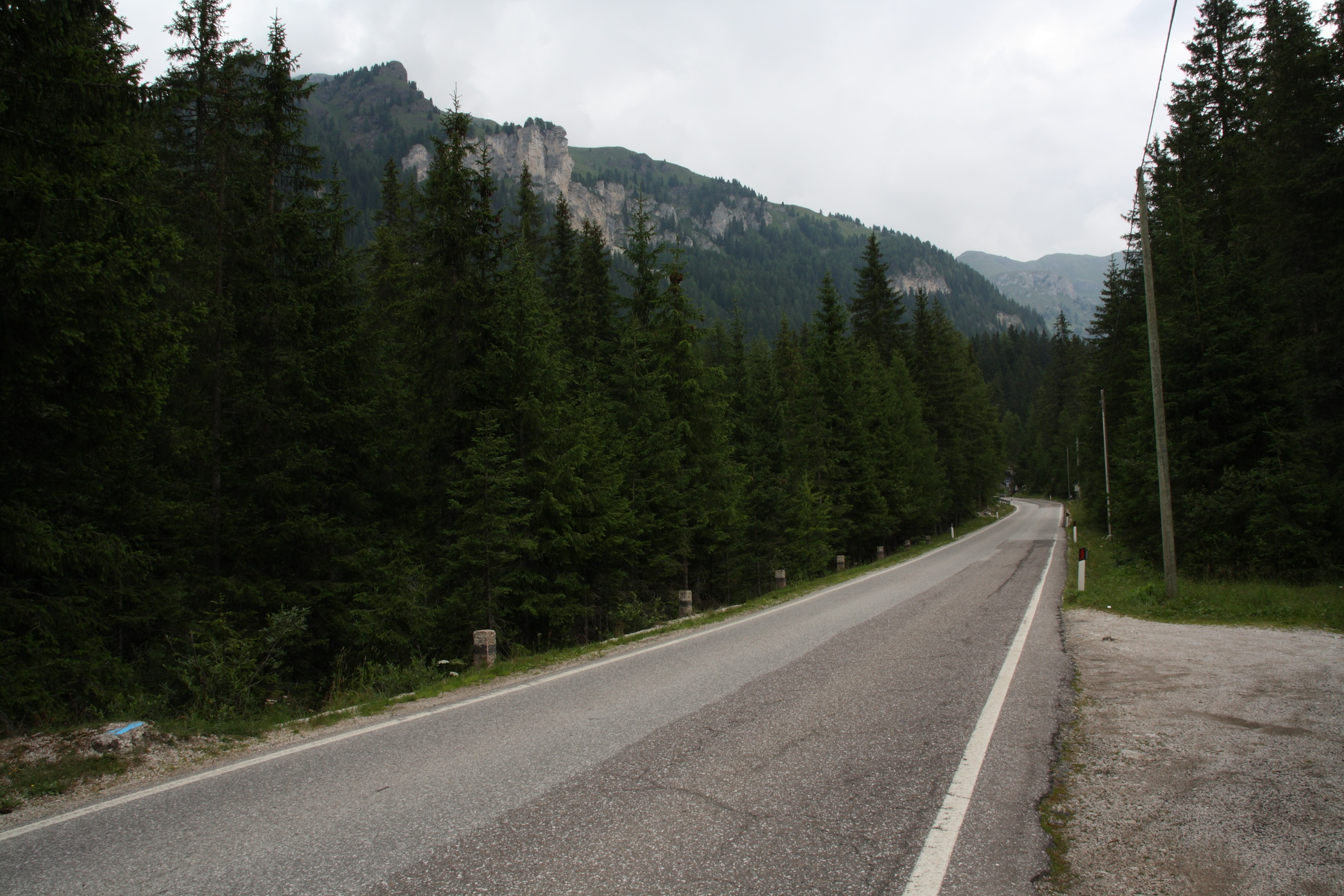
Westrampe